# Karl Hahn (Pädagoge, 1882)
Karl Hahn (* 4. Januar 1882 in Gießen; † 14. Februar 1963 in Hamburg) war ein deutscher Schulleiter der Hamburger Oberrealschule auf der Uhlenhorst und ein Physikdidaktiker.

## Leben
Der Sohn eines Bauunternehmers und seiner Frau Luise besuchte in Gießen die Vorschule von 1888 bis 1891, danach das Realgymnasium, wo er 1900 das Abitur ablegte. Er studierte an der Universität Gießen und zwischendurch in München Physik und Mathematik. Seit 1900 gehörte er der Burschenschaft Alemannia Gießen an. Er bestand am 2. März 1904 die Pädagogische Prüfung für das höhere Lehramt und wurde 1904 zum Dr. phil. promoviert. Danach verbrachte er das Seminarjahr und Probejahr an der Oberrealschule in Darmstadt und wurde 1907 Oberlehrer am Gymnasium in Bensheim. 1912 ging er nach Hamburg an die Oberrealschule auf der Uhlenhorst, wo der Physiker Ernst Grimsehl Schulleiter war. Hahn diente im gesamten Ersten Weltkrieg, wurde als Hauptmann Nachrichtenkommandeur einer Division und mit beiden Klassen des Eisernen Kreuzes ausgezeichnet. 1920 wurde er zum Nachfolger des bei Langemarck gefallenen Grimsehl gewählt. Dabei bestand er auf dem Beibehalten der autoritären Direktorialverfassung und zeigte stets deutschnationale Überzeugungen.
Hahn publizierte 1920 ein Physikbuch für die Oberstufe höherer Lehranstalten; 1923 für die Unterstufe, 1924 mathematische Physik, dann Schülerübungen, 1927 eine Methodik des physikalischen Unterrichts. Seit 1925 war er ein führendes Mitglied im ,Förderverein für den mathematischen und naturwissenschaftlichen Unterricht‘ und später Vorstandsmitglied in der Gesellschaft Deutscher Naturforscher und Ärzte. Er war Leiter des Schulseminars auf der Uhlenhorst und wurde zum Professor ernannt.
Zum 1. Mai 1933 trat er auf Bitten seines Kollegiums in die NSDAP ein (Mitgliedsnummer 3.001.958), um die Schule vor Eingriffen von außen zu schützen, 1936 wurde er in den NS-Lehrerbund übergeleitet. Für diesen Verband wurde er Reichssachbearbeiter, der die Schulbücher und Fortbildungen beaufsichtigte. 1939 rückte er als Major wieder in den Krieg ein, als Oberstleutnant schied er 1943 aus.
Weil er den 1933 entlassenen Schulleiter Heinrich Landahl fair an seiner Schule behandelt hatte, blieb ein gutes Verhältnis bis über 1945 bestehen. Trotzdem musste dieser als Bildungssenator ihn 1946 entlassen und die Pension aufheben. Nach einer langen Entnazifizierung erhielt er 1952 wieder die Pension als Oberstudiendirektor. 1950 zog er nach Gießen zurück, 1959 wurde er noch zum Ehrendoktor der Naturwissenschaften an der Universität Gießen ernannt.

## Schriften
- Methodik des physikalischen Unterrichts, Leipzig 1927

## Einzelbelege
1. ↑  Willy Nolte (Hrsg.): Burschenschafter-Stammrolle. Verzeichnis der Mitglieder der Deutschen Burschenschaft nach dem Stande vom Sommer-Semester 1934. Berlin 1934, S. 170.
2. ↑  Bundesarchiv R 9361-IX KARTEI/13110370

| Personendaten    | Personendaten                   |
| ---------------- | ------------------------------- |
| NAME             | Hahn, Karl                      |
| KURZBESCHREIBUNG | deutscher Pädagoge und Physiker |
| GEBURTSDATUM     | 4. Januar 1882                  |
| GEBURTSORT       | Gießen                          |
| STERBEDATUM      | 14. Februar 1963                |
| STERBEORT        | bei Hamburg                     |